# Cantó de Lassay-les-Châteaux
El cantó de Lassay-les-Châteaux és un cantó francès del departament del Mayenne, situat al districte de Mayenne. Té sis municipis i el cap és Lassay-les-Châteaux.

## Municipis
- Le Housseau-Brétignolles
- Lassay-les-Châteaux
- Rennes-en-Grenouilles
- Sainte-Marie-du-Bois
- Saint-Julien-du-Terroux
- Thubœuf

## Història
| Data d'elecció                           | Identitat            | Partit                         | Qualitat |
| ---------------------------------------- | -------------------- | ------------------------------ | -------- |
| 1945-19..                                | M. Boéda             | Divers droite                  |          |
| 19..-1994                                | Marcel Le Roy        | UNR, després, UDR, després RPR |          |
| 1994-2001                                | Pierre Michelet      | Divers droite                  |          |
| 2001-2008                                | Bertrand Hallier     | UDF                            |          |
| 2008-                                    | Jean-Michel Crinière | Sense etiqueta                 |          |
| les dades anteriors no són pas conegudes |                      |                                |          |
|                                          |                      |                                |          |

## Demografia
| A partir de 1990: Població sense dobles comptes |